# Chaux-des-Crotenay
Chaux-des-Crotenay là một xã trong vùng hành chính Franche-Comté, thuộc tỉnh Jura, quận Lons-le-Saunier, tổng Les Planches-en-Montagne. Tọa độ địa lý của xã là 46° 39' vĩ độ bắc, 05° 58' kinh độ đông. Chaux-des-Crotenay nằm trên độ cao trung bình là 771 mét trên mặt nước biển, có điểm thấp nhất là 560 mét và điểm cao nhất là 859 mét. Xã có diện tích 11.67 km², dân số vào thời điểm 1999 là 375 người; mật độ dân số là 32 người/km².

## Thông tin nhân khẩu
| 1962 | 1968 | 1975 | 1982 | 1990 | 1999 |
| ---- | ---- | ---- | ---- | ---- | ---- |
| 440  | 454  | 418  | 394  | 362  | 375  |

## Địa điểm tham quan
Nhà thờ giáo khu Chaux-des-Crotenay được xây trong thế kỉ thứ 15; tháp chuông được xây trong thế kỉ thứ 19. Trên đồi về phía tây nam của làng là di tích còn lại của một lâu đài từ thế kỉ thứ 11, được cải tạo trong thế kỉ thứ 13 và thế kỉ thứ 14.